# Talhinhas e Bagueixe
Talhinhas e Bagueixe (oficialmente: União das Freguesias de Talhinhas e Bagueixe) é uma freguesia portuguesa do município de Macedo de Cavaleiros, com 35,25 km² de área e 262 habitantes (censo de 2021). A sua densidade populacional é 7,4 hab./km².

## História
Foi criada aquando da reorganização administrativa de 2012/2013,  resultando da agregação das antigas freguesias de Talhinhas e Bagueixe.

## Demografia
A população registada nos censos foi:
| Distribuição da População por Grupos Etários | Distribuição da População por Grupos Etários | Distribuição da População por Grupos Etários | Distribuição da População por Grupos Etários | Distribuição da População por Grupos Etários | Distribuição da População por Grupos Etários |
| -------------------------------------------- | -------------------------------------------- | -------------------------------------------- | -------------------------------------------- | -------------------------------------------- | -------------------------------------------- |
| Antes da agregação                           |                                              |                                              |                                              |                                              |                                              |
| Ano                                          | 0-14 anos                                    | 15-24 anos                                   | 25-64 anos                                   | >= 65 anos                                   | Total                                        |
| 2001                                         | 34                                           | 54                                           | 189                                          | 157                                          | 434                                          |
| 2011                                         | 22                                           | 19                                           | 147                                          | 141                                          | 329                                          |
| Após a agregação                             |                                              |                                              |                                              |                                              |                                              |
| Ano                                          | 0-14 anos                                    | 15-24 anos                                   | 25-64 anos                                   | >= 65 anos                                   | Total                                        |
| 2021                                         | 18                                           | 16                                           | 100                                          | 128                                          | 262                                          |